# Bolbaffer princeps
Bolbaffer princeps là một loài bọ cánh cứng thuộc họ Geotrupidae. Loài này được Kolbe miêu tả khoa học năm 1894.
Loài này phân bố ở Zimbabwe.